# Prvi lyonski koncil
Prvi lyonski koncil oziroma vesoljni cerkveni zbor je potekal od 28. junija do 17. julija 1245 v lyonski stolnici kot trinajsti ekumenski koncil. Sklical ga je in mu predsedoval Papež Inocenc IV.. Navzočih je bilo čez 250 cerkvenih očetov, med njimi tudi carigrajski latinski krščanski patriarh,  (le) 150 škofov, skoraj toliko opatov in priorjev.

## Zgodovina
Papež Gregor IX. je nameraval sklicati vesoljni cerkveni zbor, da bi slovesno obsodil cesarja Friderika, ki ga je bil izobčil 1240; Friderik II. pa je kljuboval tako, da je dal ujeti čez sto škofov, ki so se z ladjo odpravljali proti Rimu. Novi papež Inocenc IV., ki so ga izvolili šele po dolgotrajnem konklavu, se več ni čutil varnega v Rimu.
Papež torej sedaj ni mogel sklicati koncila v Rimu, od koder je moral pobegniti zaradi nasilja cesarja Friderika II.. Zatočišče je našel pri francoskem kralju Ludviku Pobožnemu, in je zato lahko sklical koncil v Lyonu - v lyonski stolnici Svetega Janeza Krstnika. V Lyon je papež dopotoval 2. decembra 1244; koncil pa je oznanil 3. januarja 1245.
Glede razlogov, ki so pripeljali do sklica, piše don Bosko:
Ta koncil je papež sklical, da bi obravnaval disciplinske zadeve; posebno pa zato, da bi ozdravil hudo škodo, ki jih je nanesel Cerkvi cesar Friderik. Ta resnično  hudobni in kruti vladar je po mnogem nasilju zoper škofe in duhovnike začel zalezovati tudi osebo papeža Inocenca IV., ki je zategadelj bil prisiljen, da se umakne v Francijo. Tu je sklical v Lionu vesoljni cerkveni zbor, na katerem je sodelovalo 150 škofov in tudi mnogo odposlancev in opatov. Predsedoval mu je isti najvišji pastir. Ko so raziskali cesarjeva hudodelstva in našli, da je bil kriv krive prisege, bogoskrunstva, herezije, nezvestobe Svetemu sedežu, so ga odstavili, izobčili in mu odvzeli sleherno čast in dostojanstvo. Na koncu tega koncila so pripravili križarsko vojno za v Sveto deželo pod poveljstvom svetega francoskega kralja Ludvika IX. leta 1245. Manj pa je znano, da je papež na I. lionskem koncilu ponovno izobčil in odstavil tudi portugalskega kralja Sancha II., ki je sicer bil že prej, 16. avgusta 1234  s papeško bulo »Si quam horribile« izobčen, pa pozneje pomiloščen na posredovanje kanclerja Sancha Vicente in mu je bila tako podaljšana vladavina. K uporu pa so se dvignili zoper njegovo slabo vladanje plemiški in cerkveni stanovi, kakor tudi navadno ljudstvo – in papež ga je ponovno izobčil ter odstavil ter postavil za kralja Alfonza III. z bulo »Grandi non immerito«. Z bulo Inter alia desiderabilia pa je papež Inocenc 1245. leta pripravljal odstavitev »de facto«. Njegov mlajši brat Alfonz Portugalski je na papežev nasvet podvzel križarsko vojno zoper muslimane in zasedel Portugalsko, nakar so mu stanovi prisegli zvestobo. Sancho II. je umrl v izgnanstvu v Coimbri – edinemu mestu, ki mu je ostalo zvesto..

## Potek vesoljnega cerkvenega zbora
Koncil je sklical Inocenc IV.. V primerjavi z drugimi koncili ni bilo veliko škofov, toda bili so zbrani iz vseh strani.
Največ škofov je bilo iz Španije in Francije, pa tudi iz Italije in Anglije; zaradi cesarjevih groženj so manjkali škofje iz Nemčije, zaradi tatarske zasedbe pa niso mogli priti škofje iz Ogrske.

Navzoč je bil tudi dubrovniški škof Ivan.
Bilo je približno 150 škofov ter približno toliko opatov in drugih redovnikov, kakor tudi laiki. Med njimi je bil tudi latinski carigrajski patriarh Nikolaj, latinski antiohijski patriarh Albert Rezac, oglejski patriarh Bertold in drugi prelati. Bil je navzoč tudi latinski cesar iz Carigrada Balduin II. Cesar Friderik II. je poslal poslanstvo na čelu s Tadejem Sueškim (Thaddaeus de Suessa).
Po »Veni Creator« in litanijah vseh svetnikov je izrekel Inocenc IV. svoj znameniti govor o peterih ranah, iz katerih krvavi Kristusova Cerkev po svetopisemskem  besedilu: »Secundum multitudinem dolorum meorum in corde meo, consolationes tuae laetificaverunt animam meam« (Po mnogih mojih žalostih v mojem srcu, so tvoje tolažbe razveselile mojo dušo). Papež je naštel teh pet žalosti:
1. slabo ravnanje prelatov in vernikov
2. nesramnosti Saracenov
3. grški vzhodni razkol
4. grozovitosti Tatarov na Ogrskem in na Hrvaškem
5. preganjanje Cerkve, ki ga počne cesar Friderik.

Če se ne upošteva otvoritvene seje 26. junija, je imel koncil v lyonski stolnici tri slovesne seje: 28. junija, 5. in 17. julija 1245.

## Vsebina
Glavni predmet na 1. lionskem koncilu je bilo obnašanje in ravnanje cesarja Friderika II., ki je poskušal prprečiti koncil z vsemi sredstvi, tudi z uporabo sile, vendar v tem ni uspel. Na tem koncilu je papež Inocenc IV. Friderika izobčil in odstavil, vendar tega ni mogel izvesti. 
Močno je bila izražena želja po zedinjenju kristjanov in osvoboditvi svetih krajev. Koncil je obravnaval tudi vprašanja cerkvene discipline; med drugim je določil, da smejo kardinali nositi rdeče klobuke.
- Uvod in kratice
- Bula o izobčenju in odstavitvi cesarja Friderika II.

Prvi odlok
1. Predpisi
2. Kdo naj rešuje dopise
3. Preprečitev pravnih stroškov
4. Kako potekajo volitve
5. Veljavnost glasov
6. Pravni varuhi
7. Pooblastila legatiov
8. Sodni odposlanci
9. Brezpogojne izjeme
10. Prepoved ropanja
11. Izostanek tožnikov
12. Pridobivanje nadarbin
13. Sprejemanje obtožb
14. Izvzetost od velikega izobčenja
15. Krivični sodniki
16. Pritožbe
17. Izvzetost sodnikov
18. Postopek z morilci
19. Izobčenje 1
20. Izobčenje 2
21. Izobčenje 3
22. Izobčenje 4

 Drugi odlok
1. Urejevanje cerkvenih dolgov
2. Na pomoč Bizantinskemu cesarstvu
3. Opomin prelatom in njihovim podložnikom glede Svete dežele
4. Tatarski vdor na Poljsko, Rusko, Ogrsko in v druge dežele
5. Poziv na križarsko vojno

- Opombe

### Odloki
Koncil je objavil eno bulo ter dva odloka, od katerih vsebuje prvi 22 kanonov, drugi pa pet pozivov.